# Xipe-Totec
Xipe of Xipe-Totec is een godheid uit de Azteekse mythologie. Hij was een god die heerste over de drie-eenheid van leven, dood en wederopstanding. Hij regeerde over de landbouw en de seizoenen. Zijn macht werd zeer gevreesd, want de offers die hij vroeg waren hoog. Totec betekent "onze heer", Xipe "de gevilde".
Om de vruchtbaarheid van het land te waarborgen, volbrachten de priesters ieder jaar een macabere ceremonie. Er werden slaven geselecteerd en als mensenoffer aan de godheid geschonken. De priesters ontdeden de slaven met een scherp mes nog levend van hun huid. Deze trokken zij vervolgens zelf aan of zij bedekten zich ermee om dan magische handelingen uit te voeren. Zij namen zo de plaats van de gevilde in en werden Totec of Xipe Totec zelf genoemd. Sommige verslagen beschrijven hoe een dijbeen van het slachtoffer werd ontvleesd en door de priesters werd gebruikt om de omstanders mee aan te raken.
De grondgedachte van de ritus ging uit van een sterke symboliek van dood en verrijzenis, analoog aan de maïskolf, die zijn groene bladeren moet afwerpen om te groeien en moet worden gevild om zijn rijpe graan prijs te geven.
Xipe was ook de schutspatroon van goudsmeden. Hij werd verantwoordelijk gehouden voor ziekten als de pest en blindheid. Hij werd meestal afgebeeld met een gouden lichaam gekleed in een tweede huid.
Te zijner ere dansen de Totonaken in Mexico de Voladores de Papantla. Dit spectaculaire ritueel, waarbij de dansers aan touwen door de lucht vliegen, wordt waarschijnlijk al vijftienhonderd jaar uitgevoerd, na de komst van de Spanjaarden in de 16e eeuw vermomd als sportief spel. Het zou teruggaan op een legende over een vijftal indianen die tijdens een grote droogte de aandacht van de god wilden trekken door zich te verkleden als vogels en dan van een hoge paal af te springen.